# Cupa Cupelor 1993-1994
Sezonul 1993-1994 al Cupei Cupelor a fost câștigat de Arsenal, care a învins-o în finală pe Parma.

## Calificări
| Echipa 1         | Scor gen. | Echipa 2         | Tur | Retur |
| ---------------- | --------- | ---------------- | --- | ----- |
| Karpaty Lviv     | 2–3       | Shelbourne       | 1–0 | 1–3   |
| RAF Jelgava      | 1–3       | HB Tórshavn      | 1–0 | 0–3   |
| Sliema Wanderers | 1–6       | Degerfors        | 1–3 | 0–3   |
| Bangor           | 2–3       | APOEL            | 1–1 | 1–2   |
| F91 Dudelange    | 1–7       | Maccabi Haifa    | 0–1 | 1–6   |
| Valur            | 4–1       | MyPa             | 3–1 | 1–0   |
| Balzers          | 3–1       | KS Albpetrol     | 3–1 | 0–0   |
| Nikol Tallinn    | 1–8       | Lillestrøm       | 0–4 | 1–4   |
| Košice           | 3–1       | Žalgiris Vilnius | 2–1 | 1–0   |
| Lugano           | 6–2       | Neman Grodno     | 5–0 | 1–2   |
| Publikum         | 0–1       | Odense BK        | 0–1 | 0–0   |

### Prima manșă
| Karpaty Lviv  | 1 – 0 | Shelbourne |
| ------------- | ----- | ---------- |
| Yevtushok 84' |       |            |

| RAF Jelgava | 1 – 0 | HB Tórshavn |
| ----------- | ----- | ----------- |
| Kozlovs 60' |       |             |

| Sliema Wanderers | 1 – 3 | Degerfors                    |
| ---------------- | ----- | ---------------------------- |
| Gregory 67'      |       | Ottosson 6', 30' Fröberg 52' |

| Bangor     | 1 – 1 | APOEL        |
| ---------- | ----- | ------------ |
| McEvoy 24' |       | Sotiriou 45' |

| F91 Dudelange | 0 – 1 | Maccabi Haifa |
| ------------- | ----- | ------------- |
|               |       | Mizrahi 39'   |

| Valur                         | 3 – 1 | MyPa         |
| ----------------------------- | ----- | ------------ |
| Gregory 52', 59' Larusson 70' |       | Rajamäki 34' |

| Balzers                    | 3 – 1 | KS Albpetrol |
| -------------------------- | ----- | ------------ |
| Nushöhr 17' Frick 47', 57' |       | Kurti 37'    |

| Nikol Tallinn | 0 – 4 | Lillestrøm                                           |
| ------------- | ----- | ---------------------------------------------------- |
|               |       | Karlsson 4' Gulbrandsen 8' Schiller 37' Bjarmann 42' |

| Košice                 | 2 – 1 | Žalgiris Vilnius  |
| ---------------------- | ----- | ----------------- |
| Daňko 20' Pobegaev 40' |       | Maciulevičius 83' |

| Lugano                                               | 5 – 0 | Neman Grodno |
| ---------------------------------------------------- | ----- | ------------ |
| Andrioli 37', 83' Subiat 59' Fink 68' Penzavalli 87' |       |              |

| Publikum | 0 – 1 | Odense BK      |
| -------- | ----- | -------------- |
|          |       | Nedergaard 82' |

### A doua manșă
| Shelbourne                      | 3 – 1 | Karpaty Lviv |
| ------------------------------- | ----- | ------------ |
| Costello 9' Mooney 67' Izzi 76' |       | Riznyk 88'   |

Shelbourne s-a calificat cu scorul general de 3–2.
| HB Tórshavn | 3 – 0 | RAF Jelgava |
| ----------- | ----- | ----------- |
|             |       |             |

 Tórshavn s-a calificat cu scorul general de 3–1.
| Degerfors                                   | 3 – 0 | Sliema Wanderers |
| ------------------------------------------- | ----- | ---------------- |
| Ottosson 3' Fröberg 15' Ericsson 63' (pen.) |       |                  |

Degerfors s-a calificat cu scorul general de 1–6.
| APOEL                     | 2 – 1 | Bangor         |
| ------------------------- | ----- | -------------- |
| Mihajlović 15' Pounas 69' |       | Glendinning 4' |

APOEL s-a calificat cu scorul general de 2–3.
| Maccabi Haifa                                                          | 6 – 1 | F91 Dudelange |
| ---------------------------------------------------------------------- | ----- | ------------- |
| Mizrahi 26', 53' (pen.) Kandaurov 36' Atar 55' Holzmann 75' Harazi 76' |       | Urhausen 90'  |

Maccabi Haifa s-a calificat cu scorul general de 1–7.
| MyPa | 3 – 1 | Valur        |
| ---- | ----- | ------------ |
|      |       | Larusson 68' |

Valur s-a calificat cu scorul general de 4–1.
| KS Albpetrol | 0 – 0 | Balzers |
| ------------ | ----- | ------- |
|              |       |         |

Balzers s-a calificat cu scorul general de 3–1.
| Lillestrøm                                           | 4 – 1 | Nikol Tallinn |
| ---------------------------------------------------- | ----- | ------------- |
| Gulbrandsen 35' Bergdølmo 38' Mjelde 40' McManus 71' |       | Arendash 70'  |

Lillestrøm s-a calificat cu scorul general de 1–8.
| Žalgiris Vilnius | 0 – 1 | Košice     |
| ---------------- | ----- | ---------- |
|                  |       | Ďurica 23' |

Košice s-a calificat cu scorul general de 2–1.
| Neman Grodno                   | 2 – 1 | Lugano     |
| ------------------------------ | ----- | ---------- |
| Solodovnikov 61' Mazurchik 70' |       | Subiat 29' |

Lugano s-a calificat cu scorul general de 6–2.
| Odense BK | 0 – 0 | Publikum |
| --------- | ----- | -------- |
|           |       |          |

Odense s-a calificat cu scorul general de 0–1.

## Prima rundă
| Echipa 1              | Scor gen. | Echipa 2            | Tur | Retur |
| --------------------- | --------- | ------------------- | --- | ----- |
| Tirol Innsbruck       | 5–1       | Ferencváros         | 3–0 | 2–1   |
| Real Madrid           | 6–1       | Lugano              | 3–0 | 3–1   |
| APOEL                 | 0–3       | Paris Saint-Germain | 0–1 | 0–2   |
| Universitatea Craiova | 7–0       | HB Tórshavn         | 4–0 | 3–0   |
| Lillestrøm            | 2–3       | Torino              | 0–2 | 2–1   |
| Valur                 | 0–7       | Aberdeen            | 0–3 | 0–4   |
| Odense                | 2–3       | Arsenal             | 1–2 | 1–1   |
| Standard Liège        | 8–3       | Cardiff City        | 5–2 | 3–1   |
| Benfica               | 2–1       | GKS Katowice        | 1–0 | 1–1   |
| ȚSKA Sofia            | 11–1      | Balzers             | 8–0 | 3–1   |
| Panathinaikos         | 5–1       | Shelbourne          | 3–0 | 2–1   |
| Bayer Leverkusen      | 5–0       | Zbrojovka Brno      | 2–0 | 3–0   |
| Hajduk Split          | 1–6       | Ajax                | 1–0 | 0–6   |
| Košice                | 2–3       | Beșiktaș            | 2–1 | 0–2   |
| Torpedo Moscova       | 2–3       | Maccabi Haifa       | 1–0 | 1–3   |
| Degerfors             | 1–4       | Parma               | 1–2 | 0–2   |

### Prima manșă
| Tirol Innsbruck                          | 3 – 0 | Ferencváros |
| ---------------------------------------- | ----- | ----------- |
| Daněk 48' Westerthaler 58' Carracedo 65' |       |             |

| Real Madrid                                         | 3 – 0 | Lugano |
| --------------------------------------------------- | ----- | ------ |
| Dubovský 44' Míchel 66' (pen.) Fernandez 70' (o.g.) |       |        |

| APOEL | 0 – 1 | Paris Saint-Germain |
| ----- | ----- | ------------------- |
|       |       | Sassus 78'          |

| Universitatea Craiova                  | 4 – 0 | HB Tórshavn |
| -------------------------------------- | ----- | ----------- |
| Craioveanu 47' Gane 58', 71' Călin 82' |       |             |

| Lillestrøm | 0 – 2 | Torino                |
| ---------- | ----- | --------------------- |
|            |       | Silenzi 26' Jarni 58' |

| Valur | 0 – 3 | Aberdeen                 |
| ----- | ----- | ------------------------ |
|       |       | Shearer 9' Jess 28', 56' |

| Odense BK        | 1 – 2 | Arsenal               |
| ---------------- | ----- | --------------------- |
| Keown 18' (o.g.) |       | Wright 35' Merson 68' |

| Standard Liège                                            | 5 – 2 | Cardiff City  |
| --------------------------------------------------------- | ----- | ------------- |
| Bisconti 13' Wilmots 63', 84' André Cruz 71' Asselman 76' |       | Bird 39', 62' |

| Benfica       | 1 – 0 | GKS Katowice |
| ------------- | ----- | ------------ |
| Rui Águas 88' |       |              |

| ȚSKA Sofia                                                         | 8 – 0 | Balzers |
| ------------------------------------------------------------------ | ----- | ------- |
| Shishkov 12', 21', 57', 61' Andonov 41', 52' Nankov 67' (pen.) 80' |       |         |

| Panathinaikos                        | 3 – 0 | Shelbourne |
| ------------------------------------ | ----- | ---------- |
| Donis 13' Saravakos 37' Warzycha 48' |       |            |

| Bayer Leverkusen   | 2 – 0 | Boby Brno |
| ------------------ | ----- | --------- |
| Hapal 32' Thom 66' |       |           |

| Hajduk Split | 1 – 0 | Ajax |
| ------------ | ----- | ---- |
| Mornar 44'   |       |      |

| Košice               | 2 – 1 | Beșiktaș  |
| -------------------- | ----- | --------- |
| Daňko 70' (pen.) 78' |       | Yalçın 2' |

| Torpedo Moscova | 1 – 0 | Maccabi Haifa |
| --------------- | ----- | ------------- |
| Borisov 88'     |       |               |

| Degerfors  | 1 – 2 | Parma             |
| ---------- | ----- | ----------------- |
| Berger 72' |       | Asprilla 87', 88' |

### A doua manșă
| Ferencváros | 1 – 2 | Tirol Innsbruck       |
| ----------- | ----- | --------------------- |
| Détári 50'  |       | Westerthaler 19', 90' |

Tirol Innsbruck s-a calificat cu scorul general de 5–1.
| Lugano     | 1 – 3 | Real Madrid                  |
| ---------- | ----- | ---------------------------- |
| Subiat 62' |       | Hierro 40' Zamorano 78', 87' |

Real Madrid s-a calificat cu scorul general de 6–1.
| Paris Saint-Germain       | 2 – 0 | APOEL |
| ------------------------- | ----- | ----- |
| Le Guen 1' Gravelaine 32' |       |       |

Paris Saint-Germain s-a calificat cu scorul general de 3–0.
| HB Tórshavn | 0 – 3 | Universitatea Craiova  |
| ----------- | ----- | ---------------------- |
|             |       | Gane 27', 33' Vasc 76' |

Universtitatea Craiova s-a calificat cu scorul general de 7–0.
| Torino      | 1 – 2 | Lillestrøm                       |
| ----------- | ----- | -------------------------------- |
| Silenzi 45' |       | Sinigaglia 48' (o.g.) Mjelde 58' |

Torino s-a calificat cu scorul general de 3–2.
| Aberdeen                            | 4 – 0 | Valur |
| ----------------------------------- | ----- | ----- |
| Miller 51' Jess 60', 69' Irvine 69' |       |       |

Aberdeen s-a calificat cu scorul general de 7–0.
| Arsenal      | 1 – 1 | Odense BK   |
| ------------ | ----- | ----------- |
| Campbell 52' |       | Nielsen 86' |

Arsenal s-a calificat cu scorul general de 3–2.
| Cardiff City | 1 – 3 | Standard Liège                      |
| ------------ | ----- | ----------------------------------- |
| James 59'    |       | Wilmots 14' Bisconti 36' Lashaf 50' |

Standard Liège s-a calificat cu scorul general de 8–3.
| GKS Katowice | 1 – 1 | Benfica     |
| ------------ | ----- | ----------- |
| Kucz 45'     |       | Paneira 70' |

Benfica s-a calificat cu scorul general de 2–1.
| Balzers     | 1 – 3 | ȚSKA Sofia                      |
| ----------- | ----- | ------------------------------- |
| Kusters 63' |       | Andonov 31' Tanev 54' Ćirić 90' |

ȚSKA Sofia s-a calificat cu scorul general de 11–1.
| Shelbourne | 1 – 2 | Panathinaikos                |
| ---------- | ----- | ---------------------------- |
| Mooney 86' |       | Georgiadis 26' Saravakos 54' |

Panathinaikos s-a calificat cu scorul general de 5–1.
| Boby Brno | 0 – 3 | Bayer Leverkusen                  |
| --------- | ----- | --------------------------------- |
|           |       | Kirsten 16' Fischer 57' Wörns 75' |

Bayer Leverkusen s-a calificat cu scorul general de 5–0.
| Ajax                                                                      | 6 – 0 | Hajduk Split |
| ------------------------------------------------------------------------- | ----- | ------------ |
| R. de Boer 11' Davids 36', 76' Litmanen 57' F. de Boer 61' Pettersson 71' |       |              |

Ajax s-a calificat cu scorul general de 6–1.
| Beșiktaș       | 2 – 0 | Košice |
| -------------- | ----- | ------ |
| Tekin 44', 72' |       |        |

Beșiktaș s-a calificat cu scorul general de 3–2.
| Maccabi Haifa                    | 3 – 1 | Torpedo Moscova |
| -------------------------------- | ----- | --------------- |
| Mizrahi 6' Pets 71' Holzmann 85' |       | Kalaychev 12'   |

Maccabi Haifa s-a calificat cu scorul general de 3–2.
| Parma          | 2 – 0 | Degerfors |
| -------------- | ----- | --------- |
| Brolin 2', 67' |       |           |

Parma s-a calificat cu scorul general de 4–1.

## A doua rundă
| Echipa 1            | Scor gen.   | Echipa 2              | Tur | Retur    |
| ------------------- | ----------- | --------------------- | --- | -------- |
| Tirol Innsbruck     | 1–4         | Real Madrid           | 1–1 | 0–3      |
| Paris Saint-Germain | 6–0         | Universitatea Craiova | 4–0 | 2–0      |
| Torino              | 5–3         | Aberdeen              | 3–2 | 2–1      |
| Arsenal             | 10–0        | Standard Liège        | 3–0 | 7–0      |
| Benfica             | 6–2         | ȚSKA Sofia            | 3–1 | 3–1      |
| Panathinaikos       | 3–5         | Bayer Leverkusen      | 1–4 | 2–1      |
| Ajax                | 6–1         | Beșiktaș              | 2–1 | 4–0      |
| Maccabi Haifa       | 1–1 (1–3 p) | Parma                 | 0–1 | 1–0 d.p. |

### Prima manșă
| Tirol Innsbruck     | 1 – 1 | Real Madrid |
| ------------------- | ----- | ----------- |
| Streiter 69' (pen.) |       | Alfonso 14' |

| Paris Saint-Germain                                     | 4 – 0 | Universtitatea Craiova |
| ------------------------------------------------------- | ----- | ---------------------- |
| Guérin 12' Ginola 17' (pen.) Călin 60' (o.g.) Valdo 72' |       |                        |

| Torino                                | 3 – 2 | Aberdeen                |
| ------------------------------------- | ----- | ----------------------- |
| Sergio 45' Fortunato 51' Aguilera 88' |       | Paatelainen 9' Jess 24' |

| Arsenal                    | 3 – 0 | Standard Liège |
| -------------------------- | ----- | -------------- |
| Wright 39', 63' Merson 50' |       |                |

| Benfica                        | 3 – 1 | ȚSKA Sofia  |
| ------------------------------ | ----- | ----------- |
| Rui Costa 27', 37' Schwarz 90' |       | Andonov 60' |

| Panathinaikos | 1 – 4 | Bayer Leverkusen                                |
| ------------- | ----- | ----------------------------------------------- |
| Warzycha 44'  |       | Paulo Sérgio 42' Thom 52' Kirsten 59' Hapal 72' |

| Ajax                        | 2 – 1 | Beșiktaș    |
| --------------------------- | ----- | ----------- |
| Rijkaard 60' R. de Boer 81' |       | Özdilek 40' |

| Maccabi Haifa | 0 – 1 | Parma      |
| ------------- | ----- | ---------- |
|               |       | Brolin 90' |

### A doua manșă
| Real Madrid                          | 3 – 0 | Tirol Innsbruck |
| ------------------------------------ | ----- | --------------- |
| Míchel 6' Butragueño 46' Alfonso 55' |       |                 |

Real Madrid s-a calificat cu scorul general de 1–4.
| Universtitatea Craiova | 0 – 2 | Paris Saint-Germain |
| ---------------------- | ----- | ------------------- |
|                        |       | Guérin 29', 48'     |

Paris Saint-Germain s-a calificat cu scorul general de 6–0.
| Aberdeen       | 1 – 2 | Torino                  |
| -------------- | ----- | ----------------------- |
| Richardson 12' |       | Carbone 39' Silenzi 53' |

Torino s-a calificat cu scorul general de 5–3.
| Standard Liège | 0 – 7 | Arsenal                                                                   |
| -------------- | ----- | ------------------------------------------------------------------------- |
|                |       | Smith 2' Selley 20' Adams 36' Campbell 41', 79' Merson 73' McGoldrick 81' |

Arsenal s-a calificat cu scorul general de 10–0.
| ȚSKA Sofia  | 1 – 3 | Benfica                                |
| ----------- | ----- | -------------------------------------- |
| Andonov 56' |       | Rui Costa 32' João Pinto 73' Yuran 88' |

Benfica s-a calificat cu scorul general de 6–2.
| Bayer Leverkusen | 1 – 2 | Panathinaikos               |
| ---------------- | ----- | --------------------------- |
| Kirsten 83'      |       | Saravakos 6' Georgiadis 66' |

Bayer Leverkusen s-a calificat cu scorul general de 3–5.
| Beșiktaș | 0 – 4 | Ajax                                  |
| -------- | ----- | ------------------------------------- |
|          |       | Litmanen 18', 76', 80' Pettersson 83' |

Ajax s-a calificat cu scorul general de 6–1.
| Parma                     | 0 – 1 (d.p.) (d.p.) | Maccabi Haifa                  |
| ------------------------- | ------------------- | ------------------------------ |
|                           |                     | Mizrahi 51'                    |
| Crippa · Minotti · Brolin | 3 – 1               | Mizrahi · Glam · Harazi · Atar |

Parma 1–1 Maccabi Haifa. Parma s-a calificat cu scorul general de 3–1 la penaltiuri.

## Sferturi
| Echipa 1    | Scor gen. | Echipa 2            | Tur | Retur |
| ----------- | --------- | ------------------- | --- | ----- |
| Real Madrid | 1–2       | Paris Saint-Germain | 0–1 | 1–1   |
| Torino      | 0–1       | Arsenal             | 0–0 | 0–1   |
| Benfica     | 5–5 (a)   | Bayer Leverkusen    | 1–1 | 4–4   |
| Ajax        | 0–2       | Parma               | 0–0 | 0–2   |

### Prima manșă
| Benfica    | 1–1 | Bayer Leverkusen |
| ---------- | --- | ---------------- |
| Isaías 90' |     | Happe 66'        |

| Torino | 0–0 | Arsenal |
| ------ | --- | ------- |
|        |     |         |

| Real Madrid | 0–1 | Paris Saint Germain |
| ----------- | --- | ------------------- |
|             |     | Weah 32'            |

| Ajax | 0–0 | Parma |
| ---- | --- | ----- |
|      |     |       |

### A doua manșă
| Bayer Leverkusen                        | 4–4 | Benfica                              |
| --------------------------------------- | --- | ------------------------------------ |
| Kirsten 24', 80' Schuster 57' Hapal 82' |     | Xavier 59' Pinto 60' Kulkov 78', 85' |

5–5. Benfica s-a calificat cu scorul general de datorită regulii golului marcat în deplasare..
| Paris Saint Germain | 1–1 | Real Madrid    |
| ------------------- | --- | -------------- |
| Ricardo Gomes 51'   |     | Butragueño 20' |

Paris Saint-Germain s-a calificat cu scorul general de 2–1.
| Arsenal   | 1–0 | Torino |
| --------- | --- | ------ |
| Adams 66' |     |        |

Arsenal s-a calificat cu scorul general de 1–0.
| Parma                  | 2–0 | Ajax |
| ---------------------- | --- | ---- |
| Minotti 16' Brolin 49' |     |      |

Parma s-a calificat cu scorul general de 2–0.

## Semifinale
| Echipa 1            | Scor gen. | Echipa 2 | Tur | Retur |
| ------------------- | --------- | -------- | --- | ----- |
| Paris Saint-Germain | 1–2       | Arsenal  | 1–1 | 0–1   |
| Benfica             | 2–2 (a)   | Parma    | 2–1 | 0–1   |

### Prima manșă
| Paris Saint-Germain | 1–1 | Arsenal    |
| ------------------- | --- | ---------- |
| Ginola 50'          |     | Wright 35' |

| Benfica                  | 2–1 | Parma    |
| ------------------------ | --- | -------- |
| Isaías 11' Rui Costa 60' |     | Zola 13' |

### A doua manșă
| Arsenal     | 1–0 | Paris Saint-Germain |
| ----------- | --- | ------------------- |
| Campbell 7' |     |                     |

Arsenal s-a calificat cu scorul general de 2–1.
| Parma       | 1–0 | Benfica |
| ----------- | --- | ------- |
| Sensini 74' |     |         |

2–2. Parma s-a calificat cu scorul general de datorită regulii golului marcat în deplasare..

## Finala
| Arsenal   | 1–0 | Parma |
| --------- | --- | ----- |
| Smith 22' |     |       |

## Top goluricorers
The top goluricorers from the 1993–94 Cupa Campionilor Europeni are as follows:
| Loc | Nume                   | Echipă                | Goluri |
| --- | ---------------------- | --------------------- | ------ |
| 1   | Ivaylo Andonov         | ȚSKA Sofia            | 5      |
| 1   | Eion Jess              | Aberdeen              | 5      |
| 1   | Ulf Kirsten            | Bayer Leverkusen      | 5      |
| 1   | Alon Mizrahi           | Maccabi Haifa         | 5      |
| 5   | Tomas Brolin           | Parma                 | 4      |
| 5   | Kevin Campbell         | Arsenal               | 4      |
| 5   | Ionel Gane             | Universitatea Craiova | 4      |
| 5   | Jari Litmanen          | Ajax                  | 4      |
| 5   | Rui Costa              | Benfica               | 4      |
| 5   | Vanyo Shiskhov         | ȚSKA Sofia            | 4      |
| 5   | Ian Wright             | Arsenal               | 4      |
| 12  | Ondrej Daňko           | Košice                | 3      |
| 12  | Vincent Guérin         | Paris Saint-Germain   | 3      |
| 12  | Pavel Hapal            | Bayer Leverkusen      | 3      |
| 12  | Paul Merson            | Arsenal               | 3      |
| 12  | Ulf Ottosson           | Degerfors             | 3      |
| 12  | Dimitris Saravakos     | Panathinaikos         | 3      |
| 12  | Andrea Silenzi         | Torino                | 3      |
| 12  | Nestor Subiat          | Lugano                | 3      |
| 12  | Christoph Westerthaler | Tirol Innsbruck       | 3      |
| 12  | Marc Wilmots           | Standard Liège        | 3      |